# Гюнар Столесен
Гюнар Столесен (на норвежки: Gunnar Staalesen) е виден норвежки драматург и писател, автор на бестселъри в жанра криминален роман.

## Биография и творчество
Гюнар Столесен е роден на 19 октомври 1947 г. в Берген, Норвегия. Завършва Университета на Берген с диплома по скандинавска филология и сравнителна литература. Работи в Националния театър на Норвегия.
Първият му роман „Uskyldstider“ е публикуван през 1969 г. За романа си от 1975 г. „Rygg i rand, to i spann“ от поредицата за криминалните инспектори „Дъмбо и Маската“ е удостоен с награда „Ривъртън“.
Неговата емблематична поредица „Варг Веум“ му донася световна слава. Главен герой е частният детектив Варг Веум, бивш служител на службата за закрила на детето, чиито разследвания са свързани с всекидневната реалност на обикновени хора, изправени пред необходимостта да оцелеят или да станат жертви в сблъсъка с престъпни сили, превърнали живота им в ежедневна борба. Варг Веум е разведен, и е обречен да повтаря своите разочарования с жените, докато удавя мислите си в Аквавит. Романите от поредицата многократно са екранизирани, като в периода 2007 – 2012 г. са направени 12 филма с участието на актьора Тронд Еспер Сейм в ролята на детектива.
Гюнар Столесен живее със семейството си в Берген.

## Произведения

### Самостоятелни романи
- Uskyldstider (1969)
- Fortellingen om Barbara (1971)
- Knut Gribb tar Bergenstoget (1986)
- Amalie Skrams verden (1996)
- Dødelig Madonna (1993) – с Фредрик Скаген

### Серия „Дъмбо и Маската“ (Dumbo og Maskefjes)
1. Rygg i rand, to i spann (1975) – награда „Ривъртън“
2. Mannen som hatet julenisser (1976)
3. Den femte passasjeren (1978)

### Серия „Варг Веум“ (Varg Veum)
1. Bukken til havresekken (1977)
2. Din, til døden (1979) 
Докато смъртта ни раздели, изд.: „Народна култура“, София (1986), прев. Петър Драшков
3. Tornerose sov i hundre år (1980)
4. Kvinnen i kjøleskapet (1981)
5. I mørket er alle ulver grå (1983) 
Нощем вълците са черни, изд.: „Народна култура“, София (1986), прев. Петър Драшков
6. Svarte får (1988)
7. Falne engler (1989) – награда „Пале Розанкранц“ (Дания), награда за най-добър роман (Швеция)
8. Bitre blomster (1991)
9. Begravde hunder biter ikke (1992)
10. Skriften på veggen (1995)
11. Bergens mysterier (1995) – с Уили Дал, Ерлиг Гжелсвик и Берхард Роген
12. Som i et speil (2002) – награда „Ривъртън“
13. Ansikt til ansikt (2004)
14. Dødens drabanter (2006)
15. Kalde hjerter (2008)
16. Vi skal arve vinden (2010)
17. Der hvor roser aldri dør (2012)
18. Ingen er så trygg i fare (2014)

#### Други произведения за детектива Варг Веум
- Hekseringen (1985) – сборник със 7 разказа
- De døde har det godt (1996) – сборник с 8 разказа

### Серия „20 век“ (The 20th Century Trilogy)
1. 1900. Morgenrød (1997)
2. 1950. High Noon (1998)
3. 1999. Aftensang (2000)

### Детска серия „Викинги“ (Vikingskattens)
1. Vikingskattens hemmelighet (1990)
2. Vikingskattens forbannelse (1992)
3. Vikingskattens voktere (1994) – награда за детска литература
4. Vikingskatten (2006)

### Графични романи
- De dødes dal (2004)
- Dødelig ekko (2005),
- Vintermassakren (2007)
- Hevneren fra Solbris (2008)
- Død mann sladrer ikke (2009)
- Isdalskvinnens hemmelighet (2011)
- De syv (2012)

### Сборници
- Mord på bestilling (1997) – 5 разказа

### Пиеси
- Vaskerelvens Rose (1986)
- Fredag den trettende, eller Poseidons hevn (1990)
- Arven (1992)
- Sivert skuteløs (1994)
- 1900. Christian Molands hemmelige liv (2005)
- Begrav meg i Bergen, eller Vaskerelvens Rose vender tilbake (2007)

### Документалистика
- Varg Veums Bergen – En annerledes Bergensguide (1993)

### Екранизации
- 1988 Brun bitter – по „Din, til døden“
- 1993 Rygg i rand, to i spann – ТВ филм, по романа
- 1996 Pust på meg! (епизод: Hammerhaien)
- 2007 Varg Veum – Bitre blomster – по романа
- 2008 Varg Veum – Tornerose – по „Tornerose sov i hundre år“
- 2008 Varg Veum – Din til døden – по „Din, til døden“
- 2008 Varg Veum – Falne engler – сюжет
- 2008 Varg Veum – Kvinnen i kjøleskapet – по романа
- 2008 Varg Veum – Begravde hunder – по романа
- 2010 Varg Veum – Skriften på veggen – по романа
- 2011 Varg Veum – I mørket er alle ulver grå – по романа
- 2012 Varg Veum – Kalde hjerter – по романа